# Paulla
Paulla, właśc. Paulina Ignasiak (ur. 30 stycznia 1979 w Pleszewie) – polska piosenkarka.

## Życiorys
Urodziła się 30 stycznia 1979 w Pleszewie. Jest najstarszą z trojga dzieci Jolanty i Krzysztofa Ignasiaków. Śpiewała w chórze Liceum Ogólnokształcącego w Pleszewie. Ukończyła tamtejszą Państwową Szkołę Muzyczną Pierwszego Stopnia, w której uczyła się gry na gitarze klasycznej i fortepianie.
W 1995 zwyciężyła w konkursie „Talent ’95” zorganizowanym przez „Gazetę Wyborczą”. W 1996 wzięła udział w programie Zbigniewa Górnego Śpiewać każdy może, a w 1999 wystąpiła na Festiwalu Piosenki Angielskiej w Brzegu; w obu konkursach zajęła drugie miejsce. W 1999 wystąpiła także w programie TVP2 Szansa na sukces w odcinku z piosenkami Natalii Kukulskiej, wykonując utwór „Im więcej ciebie tym mniej”. W 2002 dotarła do półfinału pierwszej edycji talent show Polsatu Idol. W 2003 została finalistką konkursu „Drzwi do kariery” zorganizowanego przez Michała Wiśniewskiego w programie TVN-u Jestem jaki jestem. W 2006 nagrała utwór „Lunatique” w dwóch wersjach językowych (polskiej i francuskiej) na debiutancki album grupy Mathplanete.

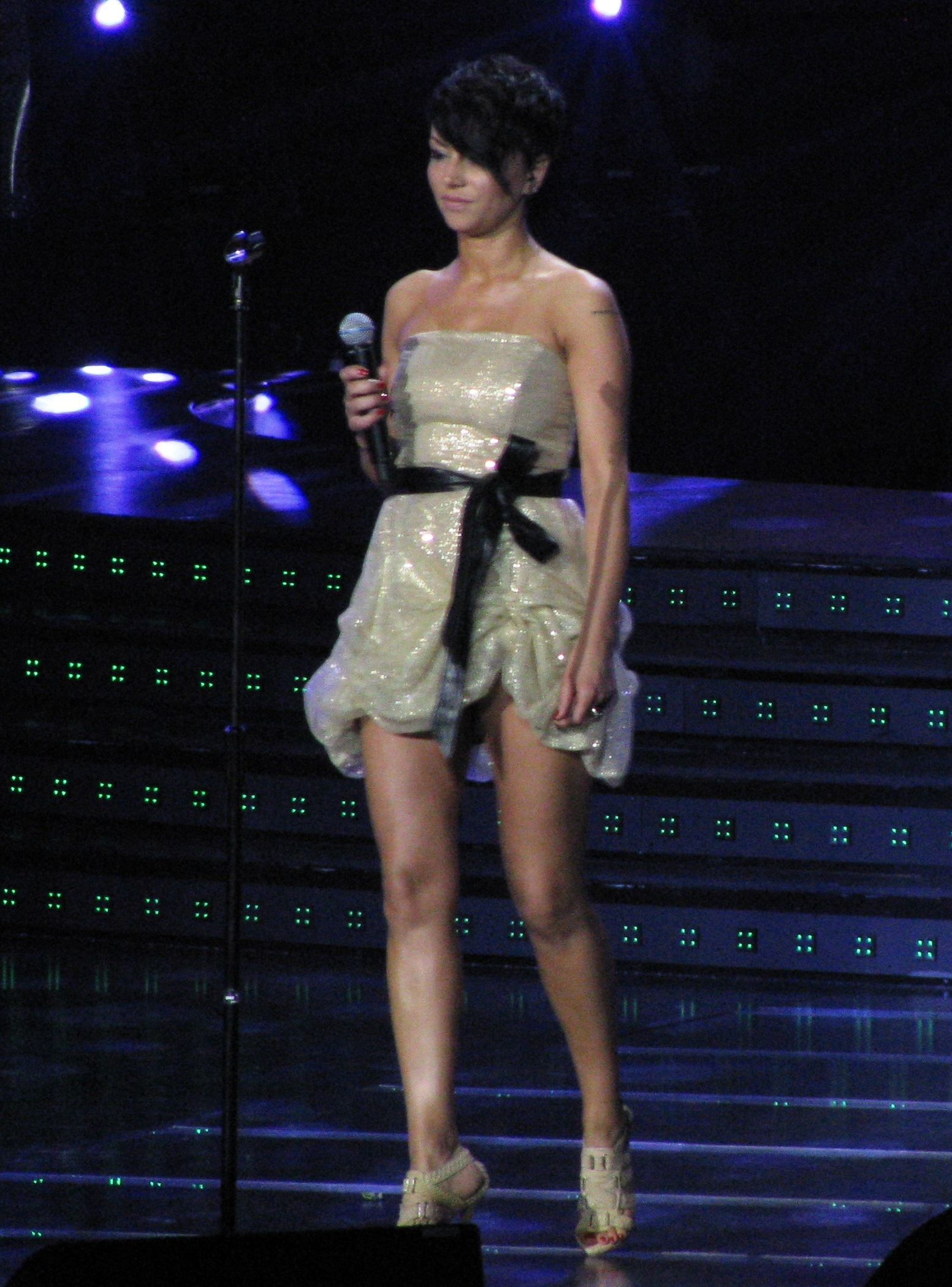
Paulla na festiwalu TOPtrendy 2009

W listopadzie 2007 wydała debiutancki singel „Kolęda dla ciebie”, który pierwotnie znalazł na świątecznej składance radia RMF FM Najlepsza muzyka po polsku. 28 listopada 2008 nakładem wytwórni płytowej Universal Music Polska ukazał się jej pierwszy album studyjny pt. Nigdy nie mów zawsze, z którym dotarła do drugiego miejsca notowania OLiS, a za jego sprzedaż w ponad 35 tys. egzemplarzy otrzymała certyfikat platynowej płyty. Album promowała singlami: „Od dziś”, „I prosto w serce”, „Dwa słowa dla życia” i „Tak mało o życiu”. 27 czerwca 2009 zdobyła główną nagrodę konkursu „Trendy” i nagrodę dziennikarzy na festiwalu TOPtrendy 2009. Wiosną 2010 w parze z Arturem Partyką została półfinalistką programu rozrywkowego Polsatu Just the Two of Us. Tylko nas dwoje. W maju tego samego roku na festiwalu TOPtrendy 2010 odebrała nagrodę za zajęcie szóstego miejsca wśród dziesięciu artystów, którzy w 2009 sprzedali najwięcej płyt w Polsce.
26 listopada 2010 wydała album pt. Sekret wiecznej miłości, z którym zajęła 40. miejsce na liście OLiS i 41. miejsce na liście 100 najlepiej sprzedających się płyt w listopadzie 2010 w Polsce. Płytę promowała teledyskiem do utworu „Wracaj, czekam”. W grudniu 2012 wydała piosenkę świąteczną „Białe pola, ciche miasta”, a na początku 2013 singel „Monotonia (nie czuję siebie)”. Wiosną 2014 wzięła udział w pierwszej edycji programu Twoja twarz brzmi znajomo telewizji Polsat. W sierpniu tego samego roku wystąpiła na Polsat Sopot Festivalu, na którym wykonała z Garou ich wspólny utwór „Du vent, des mots / Tyle słów na wiatr”. W 2015 wydała single: „Nigdy o tobie nie zapomnę” (z DJ-em Adamusem) i „Kocham cię dalej”. W 2017 z utworem „Chcę tam z tobą być” zajęła ósme miejsce w finale polskich eliminacji do 62. Konkursu Piosenki Eurowizji. Następnie pod szyldem wytwórni My Music wydała single: „Dotykaj mnie” w 2018 i „Pachnie tobą noc” w 2019.
W 2021 opublikowała cover utworu Krzysztofa Krawczyka „To co dał nam świat”, a także utrzymany w klubowej stylistyce singel „Ostatnia noc” i jego anglojezyczną wersję – „Hold My Love” oraz singel „Huragan”. Z „Ostatnią nocą” wzięła udział w konkursie „Premiery” na 58. KFPP w Opolu. 30 stycznia 2023 wydała singel „Znak", a 6 grudnia tego samego roku świąteczny utwór „Magia pięknych świąt”. W maju 2025 wróciła do wytwórni Universal Music i wydała autorski singel „Na zawsze”, z którym ponownie wystąpiła w konkursie „Premiery” na 62. KFPP w Opolu.

## Życie prywatne
Z nieformalnego związku z gitarzystą Adamem Konkolem ma syna Adama (ur. 1 kwietnia 2008). W latach 2010–2015 była żoną modela Rafała Wojtysiaka.
Choruje na cukrzycę. W styczniu 2012 wyjawiła, że zmaga się z nowotworem i przeszła operację usunięcia guzów w jelitach. Leczyła się także na depresję.

## Dyskografia

### Albumy studyjne
| Rok  | Dane dot. albumu | Najwyższa pozycja na liście | Certyfikat             | Sprzedaż       |
| Rok  | Dane dot. albumu | POL                         | Certyfikat             | Sprzedaż       |
| ---- | --- | --------------------------- | ---------------------- | -------------- |
| 2008 | Nigdy nie mów zawsze - Wydany: 28 listopada 2008 - Wydawca: Universal Music Polska - Formaty: CD, digital download, media strumieniowe    | 2                           | - POL: platynowa płyta | - POL: 35 000+ |
| 2010 | Sekret wiecznej miłości - Wydany: 26 listopada 2010 - Wydawca: Universal Music Polska - Formaty: CD, digital download, media strumieniowe | 40                          |                        |                |

### Single
| Rok                                                      | Tytuł                                                 | Najwyższe pozycje na listach | Najwyższe pozycje na listach | Najwyższe pozycje na listach | Najwyższe pozycje na listach | Certyfikat         | Sprzedaż       | Album                                                                 |
| Rok                                                      | Tytuł                                                 | RMF                          | Eska                         | PiK                          | WiR                          | Certyfikat         | Sprzedaż       | Album                                                                 |
| -------------------------------------------------------- | ----------------------------------------------------- | ---------------------------- | ---------------------------- | ---------------------------- | ---------------------------- | ------------------ | -------------- | --------------------------------------------------------------------- |
| 2007                                                     | „Kolęda dla ciebie”                                   | –                            | –                            | –                            | –                            |                    |                | Najlepsza muzyka po polsku – edycja świąteczna / Nigdy nie mów zawsze |
| 2008                                                     | „Od dziś”                                             | 1                            | 4                            | 2                            | –                            |                    |                | Nigdy nie mów zawsze                                                  |
| 2009                                                     | „I prosto w serce”                                    | 4                            | –                            | –                            | –                            |                    |                | Nigdy nie mów zawsze                                                  |
| 2009                                                     | „Dwa słowa dla życia”                                 | –                            | –                            | –                            | –                            |                    |                | Nigdy nie mów zawsze                                                  |
| 2010                                                     | „Tak mało o życiu”                                    | –                            | –                            | –                            | –                            |                    |                | Nigdy nie mów zawsze                                                  |
| 2010                                                     | „Wracaj, czekam”                                      | –                            | –                            | –                            | 2                            |                    |                | Sekret wiecznej miłości                                               |
| 2013                                                     | „Monotonia (nie czuję siebie)”                        | –                            | –                            | –                            | 2                            |                    |                | –                                                                     |
| 2014                                                     | „Du vent, des mots / Tyle słów na wiatr” (oraz Garou) | –                            | –                            | 8                            | 5                            |                    |                | Au milieu de ma vie (edycja specjalna)                                |
| 2015                                                     | „Nigdy o tobie nie zapomnę” (oraz DJ Adamus)          | –                            | –                            | –                            | 8                            | - POL: złota płyta | - POL: 25 000+ | –                                                                     |
| 2015                                                     | „Kocham cię dalej”                                    | –                            | –                            | –                            | –                            |                    |                | –                                                                     |
| 2017                                                     | „Chcę tam z tobą być”                                 | –                            | –                            | –                            | –                            | - POL: złota płyta | - POL: 25 000+ | –                                                                     |
| 2018                                                     | „Dotykaj mnie”                                        | –                            | –                            | –                            | –                            |                    |                | –                                                                     |
| 2019                                                     | „Pachnie tobą noc”                                    | –                            | –                            | –                            | –                            |                    |                | –                                                                     |
| 2021                                                     | „To co dał nam świat”                                 | –                            | –                            | –                            | –                            |                    |                | –                                                                     |
| 2021                                                     | „Ostatnia noc”                                        | –                            | –                            | –                            | –                            |                    |                | –                                                                     |
| 2021                                                     | „Hold My Love”                                        | –                            | –                            | –                            | –                            |                    |                | –                                                                     |
| 2021                                                     | „Huragan”                                             | –                            | –                            | –                            | –                            |                    |                | –                                                                     |
| 2023                                                     | „Znak”                                                | –                            | –                            | –                            | –                            |                    |                | –                                                                     |
| 2023                                                     | „Magia pięknych świąt”                                | –                            | –                            | –                            | –                            |                    |                | –                                                                     |
| 2025                                                     | „Na zawsze”                                           | –                            | –                            | –                            | –                            |                    |                | –                                                                     |
| „–” oznacza, że singel nie był notowany na danej liście. |                                                       |                              |                              |                              |                              |                    |                |                                                                       |

### Pozostałe utwory
| Rok  | Tytuł | Album                                            |
| ---- | --- | ------------------------------------------------ |
| 2003 | „Jestem jaki jestem” (jako Paula Ignasiak; oraz Maciek Starnawski i Dawid Koczy)                           | Drzwi do kariery                                 |
| 2003 | „Pokaż swoją twarz” (jako Paula Ignasiak; oraz Maciek Starnawski i Dawid Koczy)                            | Drzwi do kariery                                 |
| 2003 | „To tylko miłość” (jako Paula Ignasiak)                                                                    | Drzwi do kariery                                 |
| 2003 | „Zobacz, dotknij, zostań” (jako Paula Ignasiak)                                                            | Drzwi do kariery                                 |
| 2006 | „Lunatique” – wersja polskojęzyczna (Mathplanete, gościnnie: Paula Ignasiak)                               | Mathplanete                                      |
| 2006 | „Lunatique” – wersja francuskojęzyczna (Mathplanete, gościnnie: Paula Ignasiak)                            | Mathplanete                                      |
| 2010 | „Już nie ma dzikich plaż”                                                                                  | Urodziny Ireny Santor                            |
| 2012 | „Białe pola, ciche miasta”                                                                                 | Pastorałki pod choinką, pod jemiołą              |
| 2013 | „Bóg się rodzi” (oraz Jerzy, Damian i Aldona Sajna)                                                        | Dar Serca – Kolędy z gwiazdami                   |
| 2013 | „Gdy śliczna Panna” (oraz pozostali artyści, którzy zaśpiewali na płycie i podopieczni Fundacji Dar Serca) | Dar Serca – Kolędy z gwiazdami                   |
| 2013 | „Krowi kłopot”                                                                                             | Zwierzaki, Vol. 2 – Bez chłopaków dla dzieciaków |

### Teledyski
| Rok  | Utwór                                    | Reżyseria                            |
| ---- | ---------------------------------------- | ------------------------------------ |
| 2007 | „Kolęda dla ciebie”                      | Grupa 13                             |
| 2008 | „Od dziś”                                | Mariusz Palej                        |
| 2009 | „I prosto w serce”                       | Grupa 13                             |
| 2009 | „Dwa słowa dla życia”                    | –                                    |
| 2010 | „Tak mało o życiu”                       | Grupa 13                             |
| 2010 | „Wracaj, czekam”                         | Bartosz Piotrowski                   |
| 2013 | „Gdy śliczna Panna”                      | –                                    |
| 2014 | „Du vent, des mots / Tyle słów na wiatr” | Dariusz Juraś (R5 Films)             |
| 2015 | „Nigdy o tobie nie zapomnę”              | R5 Films                             |
| 2015 | „Kocham cię dalej”                       | 9Liter Filmy                         |
| 2017 | „Chcę tam z tobą być”                    | 9Liter Filmy                         |
| 2018 | „Dotykaj mnie”                           | CrackHouse Video                     |
| 2019 | „Pachnie tobą noc”                       | CrackHouse Video                     |
| 2021 | „To co dał nam świat”                    | Young Fresh Cinema                   |
| 2021 | „Ostatnia noc”                           | Błażej Jankowiak                     |
| 2021 | „Hold My Love”                           | Błażej Jankowiak                     |
| 2021 | „Huragan”                                | Marcin Kopiec                        |
| 2023 | „Znak”                                   | 9Liter Filmy                         |
| 2023 | „Magia pięknych świąt”                   | Robert Schlesinger                   |
| 2025 | „Na zawsze”                              | Paulla, Dawid Asman, Michał Kacprzak |

## Nagrody i nominacje
| Rok  | Konkurs/Nagroda                                                        | Kategoria                        | Rezultat   |
| ---- | ---------------------------------------------------------------------- | -------------------------------- | ---------- |
| 2009 | TOPtrendy 2009                                                         | Artysta Trendy                   | Wygrana    |
| 2009 | TOPtrendy 2009                                                         | Nagroda dziennikarzy             | Wygrana    |
| 2010 | Viva Comet 2010                                                        | Artystka roku                    | Nominacja  |
| 2010 | Viva Comet 2010                                                        | Charts Award („Od dziś”)         | Nominacja  |
| 2010 | Viva Comet 2010                                                        | Debiut roku                      | Nominacja  |
| 2010 | Viva Comet 2010                                                        | Dzwonek roku („Od dziś”)         | Nominacja  |
| 2010 | Złote Dzioby                                                           | Przebój roku („Od dziś”)         | Nominacja  |
| 2010 | Złote Dzioby                                                           | Odkrycie roku                    | Nominacja  |
| 2010 | Eska Music Awards 2010                                                 | Artystka roku                    | Nominacja  |
| 2010 | Eska Music Awards 2010                                                 | Debiut roku                      | Nominacja  |
| 2010 | TOPtrendy 2010                                                         | Artysta Top                      | 6. miejsce |
| 2017 | Nagroda portalu Wedding.pl na Festiwalu Weselnych Przebojów w Mrągowie | Weselny przebój roku („Od dziś”) | Wygrana    |
| 2021 | 58. Krajowy Festiwal Piosenki Polskiej w Opolu                         | Premiery („Ostatnia noc”)        | Nominacja  |
| 2024 | Businesswoman Awards                                                   | Wybitna osobowość muzyczna       | Wygrana    |
| 2025 | 62. Krajowy Festiwal Piosenki Polskiej w Opolu                         | Premiery („Na zawsze”)           | Nominacja  |